# Maracena
Maracena es una ciudad y municipio español situado en la parte central de la comarca de la Vega de Granada, en la provincia de Granada, comunidad autónoma de Andalucía. Limita con los municipios de Peligros, Pulianas, Granada, Atarfe y Albolote. Otras localidades cercanas son Pulianillas y Monteluz. Cuenta con una población de 22 310 habitantes (INE 2024).
El municipio maracenero es una de las treinta y cuatro entidades que componen el Área Metropolitana de Granada y la sexta ciudad más poblada de la provincia, sólo precedida por la capital, Motril, Almuñécar, Armilla y Las Gabias.

## Símbolos
Maracena cuenta con un escudo y bandera adoptados de manera oficial el 10 de febrero de 1987 y el 9 de febrero de 2009 respectivamente.

### Escudo
Su descripción heráldica es la siguiente:

Escudo cortado. 1.º, de azur (azul), dos espadas de plata (blanco), puestas en aspa. 2.º, de oro (amarillo), un carbúnculo de gules (rojo). Al timbre, Corona Real cerrada.

Según el expediente del proyecto, originalmente se propuso incluir una sola espada como símbolo "de su permanente estado de vigía y lucha, a causa de las sucesivas dominaciones que hubo de sufrir"; un carbúnculo sugiriendo "las riquezas que supo crear, poniendo en juego su laboriosidad e ingenio"; y una granada "por la ligazón de este concejo con la capital del Reino y de la provincia después". Sin embargo, la Real Academia de la Historia sugirió que "la presencia de la granada quizá resulte superflua y coincidente con otros blasones de dicha provincia, que también vienen trayéndola", y propuso la descripción que finalmente fue adoptada, con las dos espadas en aspa y sin la granada.

### Bandera
La enseña del municipio tiene la siguiente descripción:

Paño de color azul de proporciones 2/3 con un carbúnculo de cuatro brazos amarillo adornado de una piedra roja en el centro con dos espadas, también amarillas pasadas en aspa.

Se trata de una fusión de los elementos que aparecen en los dos cuarteles del escudo.

## Historia
La historia de Maracena se remonta, de acuerdo a la etimología del nombre, a época romana y podría haber sido una villa de explotación agraria perteneciente a alguien llamado Maratius. En 1964 se halló en el término municipal, concretamente en la Casería Titos, un yacimiento arqueológico con restos de lo que pudo haber sido una villa romana. Entre dichos restos se encontraron tégulas, restos de un molino de mano y un pedestal con una inscripción epigráfica en la que un tal Publio Cornelio Callico dedica un ofrecimiento votivo a la diosa Stata Matrem. La presencia de dichos restos y la etimología del topónimo no dejan lugar a dudas acerca del origen romano de esta localidad.

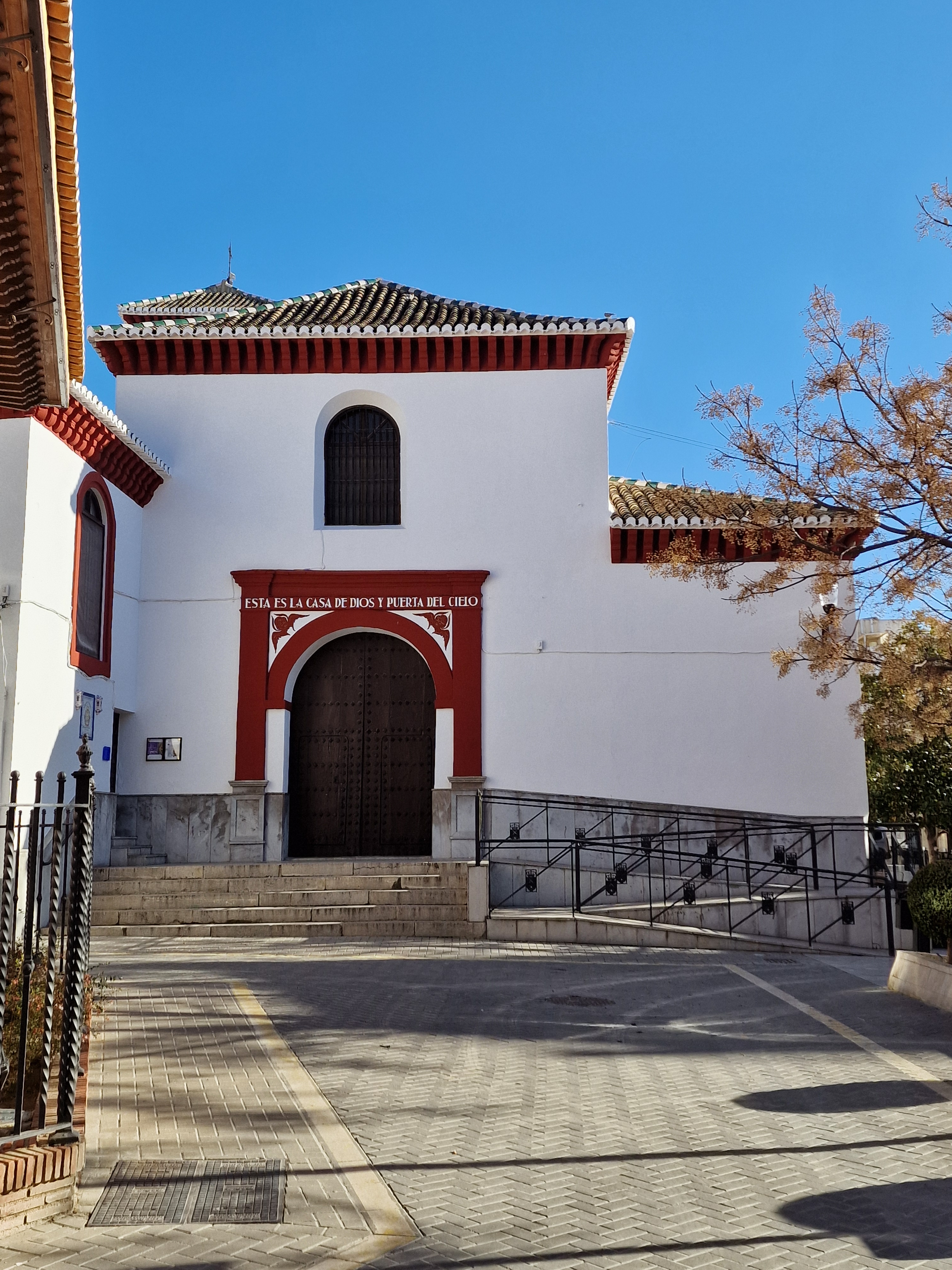
Fachada de la Iglesia de la Anunciación

Pero las primeras referencias documentales sobre Maracena no aparecen hasta las gestas que narran las andanzas de un caudillo árabe, Sauwar ibn Hamdun, que había nacido en Maracena en el siglo IX y que comandó las tropas contra la Rebelión de los Muladíes de Omar ben Hafsún. Algunos siglos después el rey aragonés Alfonso I el Batallador, en su afán de Reconquista y cruzada, llegó hasta Maracena que quedó devastada el 26 de enero de 1126 según las crónicas árabes y aragonesas. También en este lugar, junto a Albolote, Atarfe y Peligros, se desarrolló la batalla de La Higueruela el 1 de julio de 1431. El real del rey castellano Juan II se asentó en Maracena y parte de la batalla, tal y como atestigua el cronista del monarca, tuvo lugar en el lugar de Andaraxemel, pago de labranza de Maracena limítrofe de igual nombre de Peligros. La Reconquista definitiva del territorio granadino por parte de los Reyes Católicos comenzó en mayo de 1491, en la Acequia Gorda, zona situada entre Maracena y Atarfe, donde encontró la muerte el caballero medieval Don Martín Vázquez de Arce más conocido como el Doncel de Sigüenza.
Tras la toma castellana de Granada se produjo a lo largo de los años un cambio en la presión de los vencedores cristianos sobre los vencidos musulmanes en todo el Reino de Granada que afectó a todos los ámbitos de la sociedad. En Maracena, sin embargo, esos cambios no fueron palpables en exceso ya que la población siguió siendo mayoritariamente morisca y de lengua árabe. Todo cambiaría tras la Rebelión de las Alpujarras de 1568 que se saldó con la expulsión de los moriscos del reino granadino. La consiguiente repoblación que se llevó a cabo fue fundamentalmente con gentes procedentes del norte de Castilla, La Rioja y Navarra.
Durante la Edad Moderna Maracena tuvo que adaptarse a las nuevas formas de vida y economía que los nuevos pobladores traían consigo y comenzaron los cultivos de lino y cáñamo que se sumaron a los tradicionales hortofrutícolas de su vega y de la vid, presente en la Vega Alta del Genil desde tiempos de los romanos. Fue cuando surgió una clase alta privilegiada procedente de repobladores hidalgos llegados en la última década del siglo XVI. Una de estas familias, los Loaysa, acabaron siendo los Condes del Arco y Guaro y poseyeron en Maracena una casería de aspecto imponente con jardines versallescos conocida popularmente como la Casería del Conde.

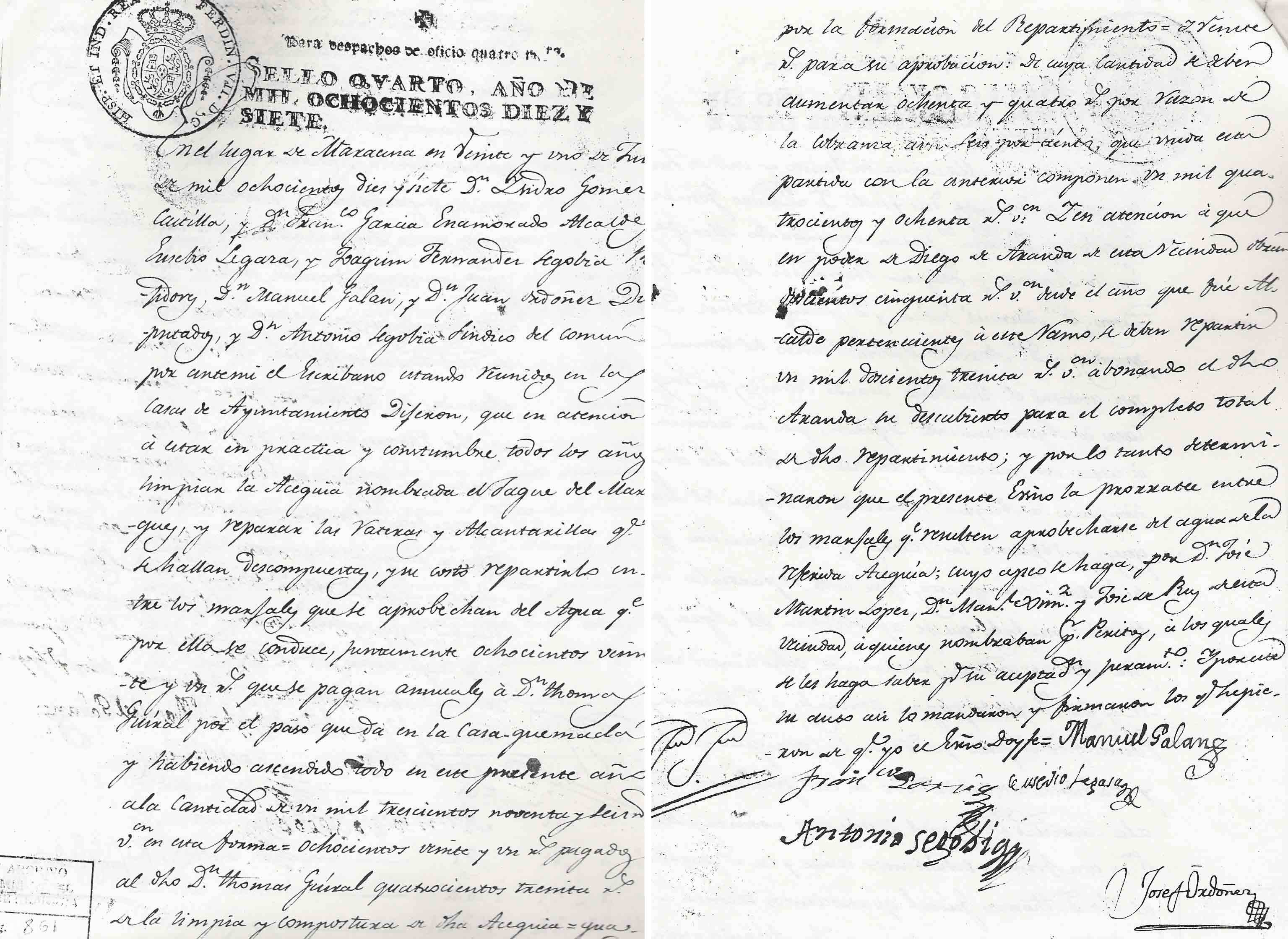
Documento de 1817, en el que se incluye el primer censo vecinal conocido de la localidad con nombres y apellidos

Es en el siglo XIX con la llegada de la Edad Contemporánea que Maracena adopta los modos económicos que le acompañaron hasta casi finalizado el siglo XX. Una serie de familias principales, Rojas, Zurita, Martínez-Cañavate y Ballesteros, monopolizaron la industria cárnica de la provincia de Granada y de buena parte del sur peninsular desde Maracena con sus respectivas industrias. Destacaba la de los hermanos Martínez-Cañavate llamada Nuestra Señora del Rosario y que se mantuvo en pie hasta 1980, aunque su producción cesó en los años 1960.
Desde finales del siglo XX Maracena es un boyante municipio, destacada zona residencial y fundamental localidad del cinturón de la capital por su activa vida económica, cultural y deportiva.

## Geografía

### Situación
Maracena se halla ubicada en la zona central de la Vega de Granada, en lo que se denomina las Vegas Altas, justo donde comienzan las colinas que dan paso a la sierra de la Alfaguara.

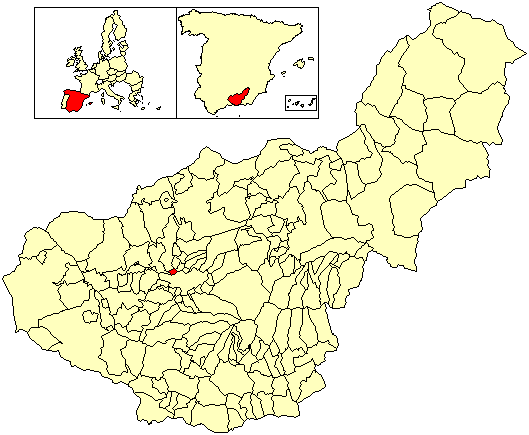
Extensión del municipio en la provincia de Granada

Su término municipal ha permanecido inalterado desde época musulmana puesto que en el Libro de Apeo, de 1572, cuando se amojona el término tras la expulsión de los moriscos, se describe tal cual es hoy día y según afirman los que lo llevan a cabo «es así desde tiempos de los moros». Al sur del mismo discurre el arroyo Barranco de San Jerónimo que lo separa del término municipal de Granada, que sigue por su flanco oeste. Por el norte tiene los términos de Atarfe y Albolote de los que se halla separado por el río Juncaril. Al este tiene los términos municipales de Peligros y Pulianas de los que se halla separado por la autovía GR-30.
| Noroeste: Albolote      | Norte: Albolote y Peligros | Nordeste: Peligros       |
| Oeste: Atarfe y Granada |                            | Este: Pulianas y Granada |
| Suroeste: Granada       | Sur: Granada               | Sureste: Granada         |

### Relieve
Sus suelos están compuestos en su mayoría de limos y arcillas fruto de la erosión del río Genil y sus depósitos aluviales, así como de los de los dos arroyos que la flanquean por norte y sur, río Juncaril y barranco de San Jerónimo, respectivamente, que vierten sus aguas en el río Genil. Su altitud media es de 658 m sobre el nivel del mar, siendo de 612 en su parte más baja y de 690 en la más alta. Su territorio está ligeramente inclinado de este a oeste y aunque no es exactamente una llanura no tiene montañas ni colinas. Presenta aterrazamientos realizados por obra del hombre para su aprovechamiento agrícola.

## Demografía
Maracena cuenta con una población de 22 310 habitantes (INE 2024).
| Gráfica de evolución demográfica de Maracena entre 1842 y 2021                                                      |
| |
| Población de derecho según los censos de población del INE Población de hecho según los censos de población del INE |

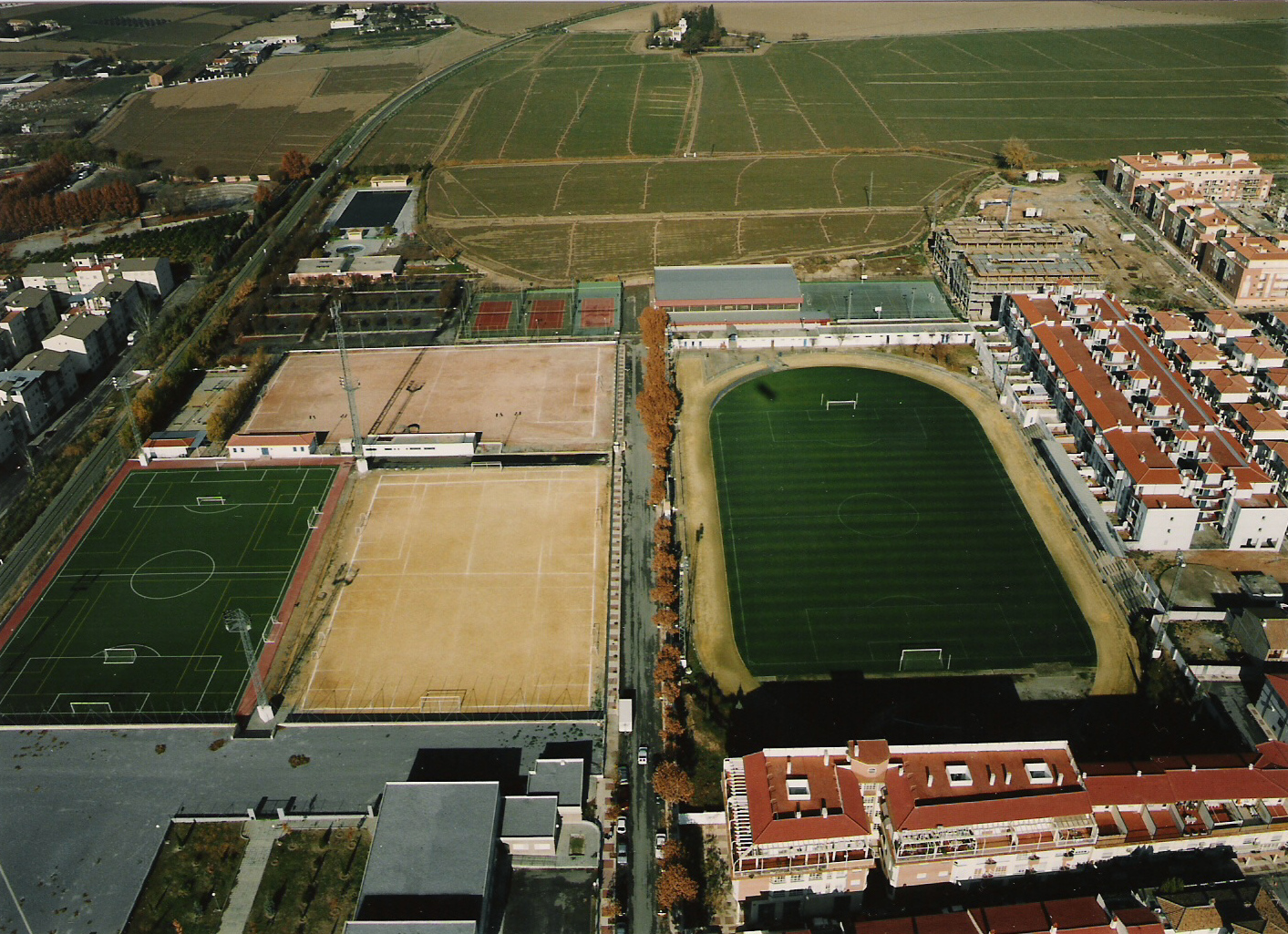
Ciudad Deportiva de Maracena

Es uno de los términos municipales más reducidos de la provincia de Granada con 4,89 km², lo que unido al elevado número de habitantes lo convierte en uno de los municipios con mayor densidad de población. En la primera década del siglo XXI superó a poblaciones con un peso específico mayor como Loja, Baza o Guadix. Históricamente la población maracenera se ha movido en torno a los doscientos a trescientos vecinos, esto es unos 1000 habitantes, según todas las crónicas halladas durante la Toma de Granada o el Libro de Apeo de 1572 que anota unos 112 vecinos moriscos y 33 cristianos viejos en el momento de la expulsión de los primeros. Durante los siglos XVIII y XIX se produjeron diversas epidemias en Maracena pese a lo cual a mediados del novecientos se experimenta un incremento poblacional ininterrumpido hasta la década de los sesenta del siglo XX en que la inmigración procedente de las comarcas más occidentales de la provincia, especialmente de Montefrío, casi duplica su población. Desde entonces se dan diversos factores: la explosión de natalidad o la cercanía a la capital, que disparan su población hasta rebasar los 20 000 a finales de los 2000. Es en ese período cuando comienzan a aparecer distintas nacionalidades a la española en su censo. En 2019 el 24,7 % de los extranjeros residentes en Maracena eran de Marruecos, Argentina el 7,6 %, Colombia el 7,4 %, Rumanía el 6,6 %, Senegal el 5,8 %, Alemania el 5,7 % —fundamentalmente hijos de emigrantes retornados—, Francia el 4,8 % —igual caso que Alemania—, China el 4,4 % y Venezuela el 3,7 %. Otras nacionalidades presentes son la rusa, la ucraniana, la cubana y del resto de países iberoamericanos.

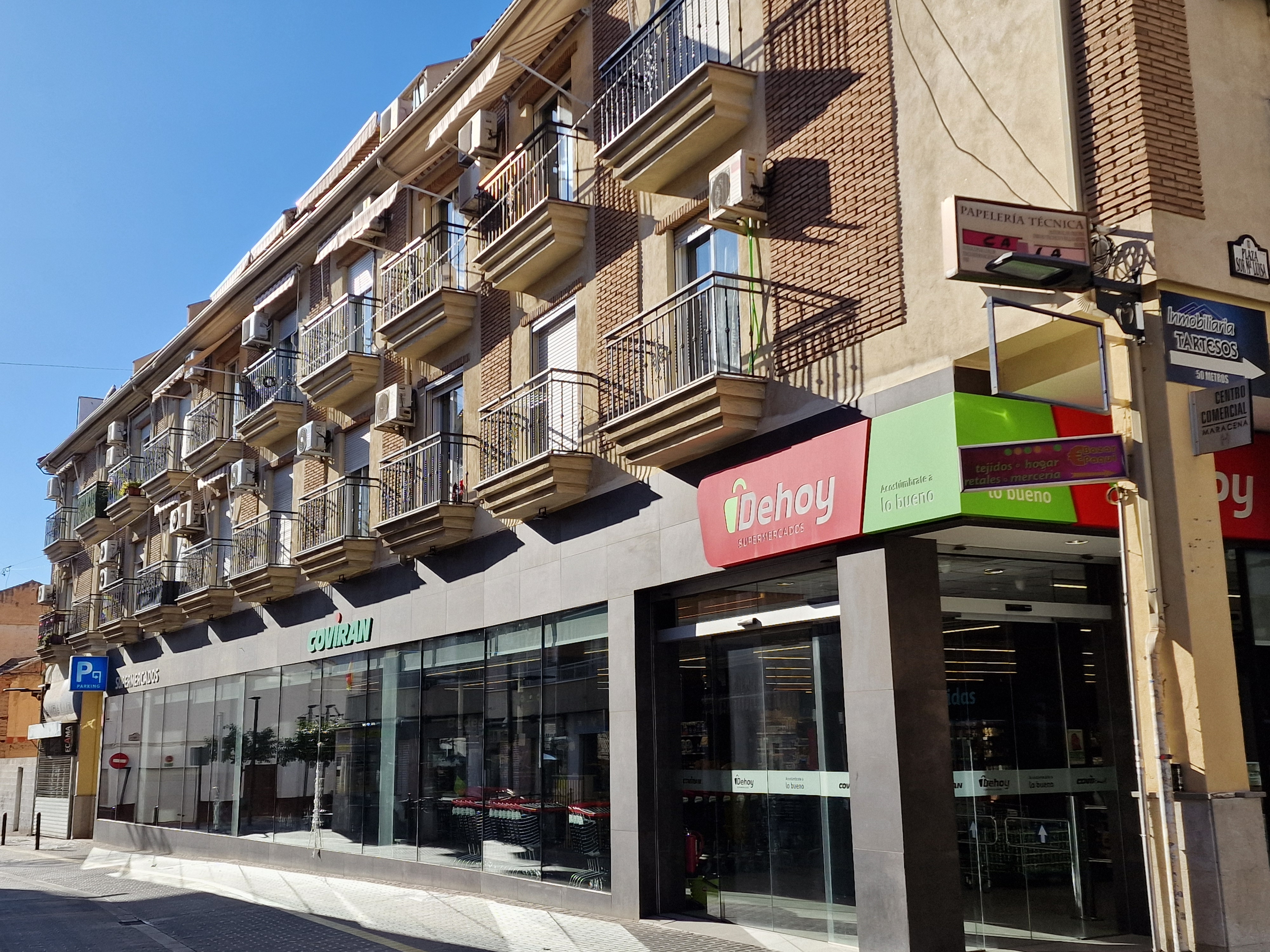
Calle Horno

Se distribuyen de la siguiente manera:
| Unidad poblacional | Hab.   |
| ------------------ | ------ |
| Maracena           | 22 160 |
| diseminado         | 133    |
| Total              | 22 293 |

## Economía

### Evolución de la deuda viva municipal
El concepto de deuda viva contempla sólo las deudas con cajas y bancos relativas a créditos financieros, valores de renta fija y préstamos o créditos transferidos a terceros, excluyéndose, por tanto, la deuda comercial.
| Gráfica de evolución de la deuda viva del Ayuntamiento entre 2008 y 2024                           |
| |
| Deuda viva del Ayuntamiento de Maracena, en miles de euros, según datos del Ministerio de Hacienda |

## Administración y política

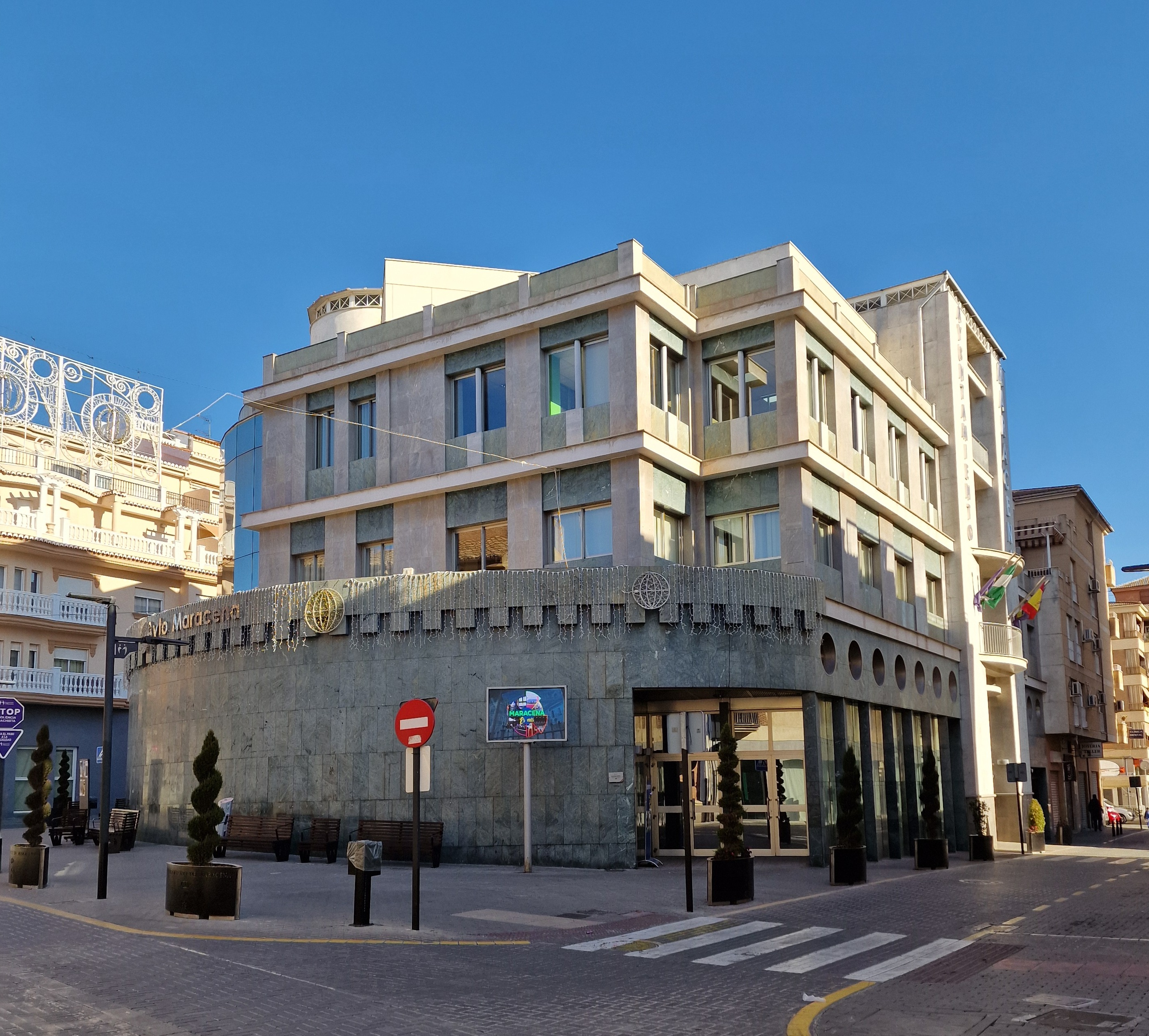
Ayuntamiento de Maracena

| Periodo   | Nombre                      | Partido | Partido                                                         |
| --------- | --------------------------- | ------- | --------------------------------------------------------------- |
| 1979-1982 | José Martínez Morales       |         | Partido Comunista de España (PCE)                               |
| 1982-1987 | Luis López García           |         | Partido Comunista de España (PCE)                               |
| 1987-1991 | Luis López García           |         | Partido de los Trabajadores de España-Unidad Comunista (PTE-UC) |
| 1991-1995 | José Manuel Macías Romero   |         | Partido Socialista Obrero Español (PSOE)                        |
| 1995-1999 | Francisco Olvera López      |         | Izquierda Unida (IU)                                            |
| 1999-2003 | Manuel Álvarez Siller       |         | Partido Socialista Obrero Español (PSOE)                        |
| 2003-2007 | Julio Manuel Pérez Martín   |         | Partido Popular (PP)                                            |
| 2019-2022 | Noel López Linares          |         | Partido Socialista Obrero Español (PSOE)                        |
| 2022-2023 | Berta María Linares Carmona |         | Partido Socialista Obrero Español (PSOE)                        |
| 2023-2024 | Julio Manuel Pérez Ortega   |         | Partido Popular (PP)                                            |
| 2024-act. | Carlos Porcel Aibar         |         | Partido Socialista Obrero Español (PSOE)                        |

| Partido político                                 | 2023  | 2023  | 2023       | 2019  | 2019  | 2019       | 2015  | 2015  | 2015       | 2011  | 2011  | 2011       | 2007  | 2007  | 2007       |
| Partido político                                 | %     | Votos | Concejales | %     | Votos | Concejales | %     | Votos | Concejales | %     | Votos | Concejales | %     | Votos | Concejales |
| Partido Socialista Obrero Español (PSOE)         | 28,92 | 2944  | 7          | 46,75 | 4739  | 11         | 49,33 | 4483  | 11         | 54,35 | 5372  | 12         | 37,24 | 3225  | 7          |
| Partido Popular (PP)                             | 23,29 | 2371  | 6          | 12,27 | 1244  | 2          | 14,63 | 1329  | 3          | 27,62 | 2730  | 6          | 27,96 | 2421  | 6          |
| Izquierda Unida (IU)-Adelante-Para La Gente (PG) | 14,19 | 1445  | 3          | 16,66 | 1689  | 4          | 23,14 | 2102  | 5          | 15,20 | 1502  | 3          | 17,89 | 1549  | 3          |
| Vox                                              | 9,70  | 988   | 2          | 5,42  | 550   | 1          | —     | —     | —          | —     | —     | —          | —     | —     | —          |
| Quiero Maracena (QM)                             | 9,25  | 942   | 2          | —     | —     | —          | —     | —     | —          | —     | —     | —          | —     | —     | —          |
| Maracena Conecta (MC)                            | 5,29  | 539   | 1          | —     | —     | —          | —     | —     | —          | —     | —     | —          | —     | —     | —          |
| Partido Socialista Libre Federación (PSLF)       | 1,79  | 183   | 0          | 7,25  | 735   | 1          | —     | —     | —          | —     | —     | —          | —     | —     | —          |
| Ciudadanos (CS)                                  | —     | —     | —          | 10,85 | 1100  | 2          | 11,41 | 1036  | 2          | —     | —     | —          | —     | —     | —          |
| Agrupación de Maracena (ADM)                     | —     | —     | —          | —     | —     | —          | —     | —     | —          | —     | —     | —          | 9,11  | 789   | 1          |

## Comunicaciones

### Carreteras
Las principales vías del municipio son:
| Identificador | Denominación                                 | Itinerario                    |
| ------------- | -------------------------------------------- | ----------------------------- |
| GR-30         | Circunvalación de Granada                    | El Chaparral - Villa de Otura |
| N-432         | Carretera de Córdoba                         | Badajoz - Granada             |
| GR-3417       | De Maracena a Santa Fe por Albolote y Atarfe | Maracena - Santa Fe           |
| GR-3418       | De Maracena a La Torrecilla                  | Maracena - La Torrecilla      |

Algunas distancias entre Maracena y otras ciudades:
| Ciudades         | Distancia (km) |
| ---------------- | -------------- |
| Granada (centro) | 6              |
| Jaén             | 88             |
| Almería          | 158            |
| Murcia           | 277            |

### Metro

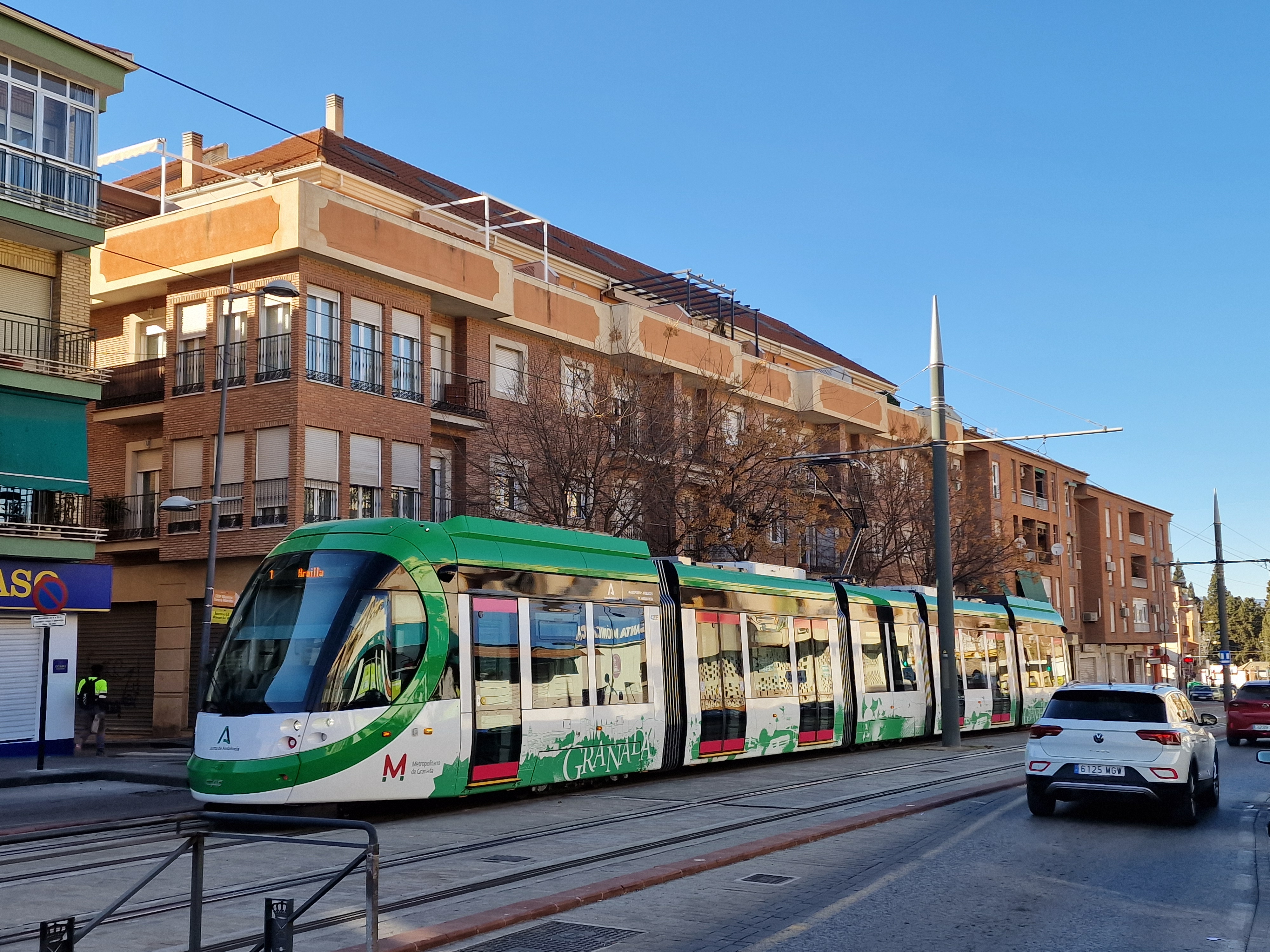
Tren del Metro de Granada a su paso por la avenida Doctor López-Cantarero Ballesteros

En Maracena se encuentran tres parada de la Línea 1 del Metro de Granada, inaugurada el 21 de septiembre de 2017: Vicuña, Anfiteatro y Maracena.

### Ferrocarril
Por el municipio también pasa la línea de Media Distancia que une la ciudad de Granada con Guadix y Almería, sin parada alguna.

## Servicios

### Sanidad
El municipio cuenta con un centro de salud de atención primaria y urgencias situado en el camino de los Eriales, s/n., dependiente del distrito sanitario Metropolitano de Granada. El área hospitalaria de referencia es el Hospital Ruiz de Alda de Granada capital.

### Educación

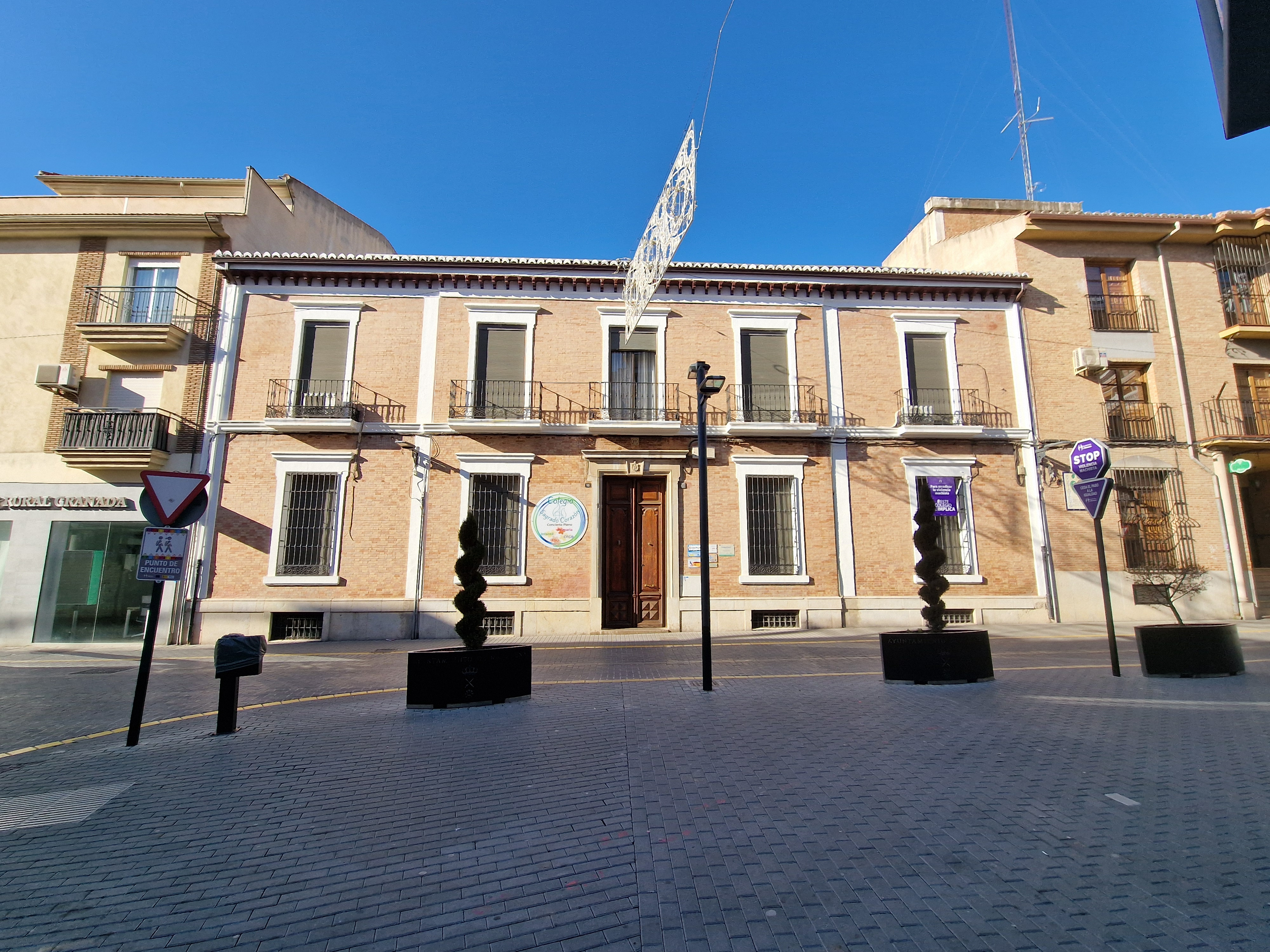
Colegio Sagrado Corazón

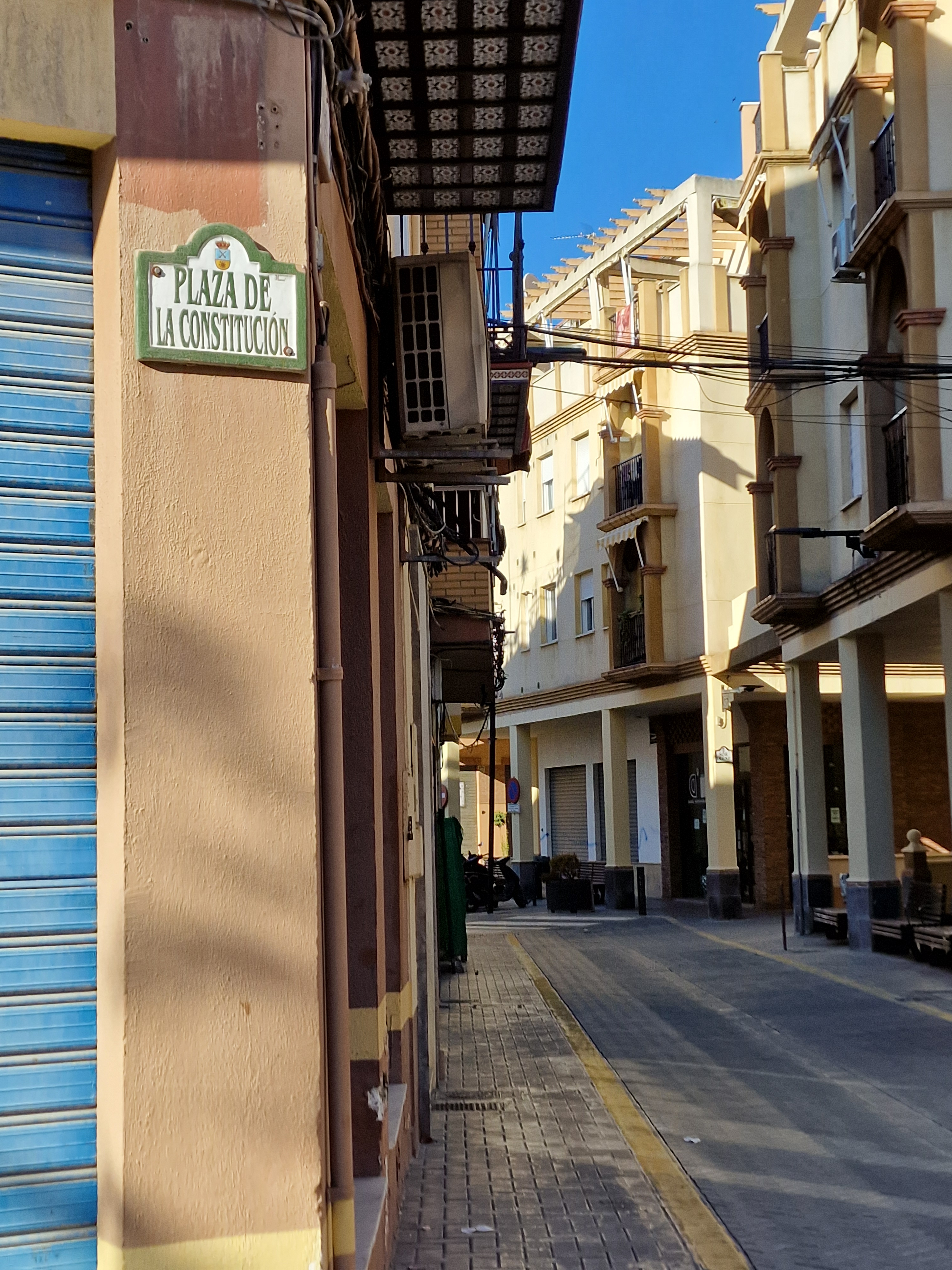
Calle Aljibe, esquina con la plaza de la Constitución

Maracena cuenta con cuatro colegios públicos, un colegio concertado, dos institutos públicos y dos escuelas infantiles municipales.
| Denominación genérica                    | Nombre del centro                 | Naturaleza | Dirección                                   |
| ---------------------------------------- | --------------------------------- | ---------- | ------------------------------------------- |
| Instituto de educación secundaria        | IES Atalaya                       | Público    | C/ Tierra Media, s/n                        |
| Escuela infantil                         | EI El Bosque de Darwin            | Público    | Av/ Los Claveles, s/n                       |
| Centro de educación infantil             | CEI La Casita 2006                | Privado    | C/ Rubén Darío, 4                           |
| Colegio de educación infantil y primaria | CEIP Emilio Carmona               | Público    | Av/ Doctor López-Cantarero Ballesteros, s/n |
| Colegio de educación infantil y primaria | CEIP Giner de los Ríos            | Público    | C/ La Humanidad, s/n                        |
| Centro docente privado                   | CDP Instituto Fomento Ocupacional | Privado    | C/ Joaquín Blume, 2. Loc. 1                 |
| Colegio de educación infantil y primaria | CEIP Maestra Teresa Morales       | Público    | C/ Tierra Media, s/n                        |
| Instituto de educación secundaria        | IES Manuel de Falla               | Público    | Cno. Nuevo, s/n                             |
| Colegio de educación infantil y primaria | CEIP Las Mimbres                  | Público    | Cno. de los Eriales, s/n                    |
| Sección de educación permanente          | SEP Pablo Freire                  | Público    | Pl/ Giner de los Ríos, s/n                  |
| Centro de educación infantil             | CEI Los Pekes de Ika              | Privado    | C/ Orquídeas. Edif. Turquesa. Loc. 3 y 5    |
| Centro de educación infantil             | CEI Pequeño Mundo 2008            | Privado    | C/ San Sebastián, 6                         |
| Centro de educación infantil             | CEI El Principito II              | Privado    | Cno. de la Torrecilla, 30. Ofi. 9           |
| Escuela infantil                         | EI La Rayuela                     | Público    | C/ Santa Ana, s/n                           |
| Centro docente privado                   | CDP Sagrado Corazón               | Concertado | C/ Horno, 15                                |

## Cultura

### Fiestas
Maracena celebra sus fiestas entre el 13 y el 17 de agosto aproximadamente, en honor a San Joaquín, patrón de la ciudad.
Asimismo se celebra el Viernes de Dolores, ya que la Virgen de los Dolores es la patrona maracenera. También existe una devoción a la Virgen del Rosario, a la que se le dedica una ermita en la avenida Blas de Otero y que da nombre a una de las arterias históricas del lugar: la calle Ermita. Cada mes de mayo se celebra una romería en su honor.
También su cercanía a la capital granadina ha provocado que el Día de la Cruz, 3 de mayo, se celebre igualmente.

## Localidades hermanadas
- Cotorro, Cuba[35]
- Ilioupoli, Grecia[36]
- Zug, Sáhara Occidental[37]